# استنلی کریمر
 استنلی ارل کریمر (انگلیسی: Stanley Earl Kramer؛ زاده ۲۹ سپتامبر ۱۹۱۳ – درگذشته ۱۹ فوریهٔ ۲۰۰۱) تهیه‌کننده و کارگردان اهل ایالات متحده آمریکا بود.
وی یکی از سینماگران پرسابقهٔ هالیوود بود و بین سال‌های ۱۹۳۳ تا ۱۹۷۹ میلادی فعالیت می‌کرد.

## زندگی
او ابتدا به شغل خانوادگی اش یعنی پخش فیلم روی آورد ولی بعداً در دانشگاه نیویورک تحصیل کرده و سپس از ۱۹۳۵ تا ۱۹۳۸ به تدوین فیلم پرداخت. پس از زمانی در کمپانی مترو گلدوین مایر استخدام شده و در ۱۹۴۱ در مقام دستیار تهیه فعالیت نمود. پیش از آنکه خود دست به کارگردانی بزند، به عنوان نویسنده کارش را آغاز کرده و برای ادوارد جی. رابینسون چند فیلم‌نامه نوشت. بعدها در زمینه‌های مونتاژ، دستیار کارگردانی، دستیار تهیه‌کننده نیز فعالیت کرد. عاقبت در سن سی و چهار سالگی، افکار توسعه طلبانه اش را گسترش داده و با ایجاد سازمان مستقل تهیهٔ فیلم (در سال ۱۹۴۷) موفق شد اولین فیلمش را در همین سال به نام "و این است نیویورک" آغاز کند و در ۱۹۵۵ نخستین فیلم خود را کارگردانی نماید. سپس با آنچه در تهیه فیلم‌های متفاوتی که به کارگردانی سایرین مثل ("قهرمان"، "خانه شجاعان"، "مردان" و...) ساخت، بالاخره راه خود را پیدا کرد. کارگردانی فیلم و ساختن آثاری با اهداف اجتماعی و انتقادی او را در مسیر تازه‌ای انداخت که کم و بیش، کلیه فیلم‌هایش، بدون چون و چرا موفقیت کسب کردند. تا اینکه او در ۱۹۶۱ برندهٔ جایزهٔ ایروینگ تالبرگ گردید.

## فیلم شناسی

### در مقام تهیه‌کننده
1. ماه و شش پشیز (۱۹۴۲)
2. پس اینست نیویورک (۱۹۴۸)
3. قهرمان (۱۹۴۹)
4. خانه شجاعان (۱۹۴۹)
5. مردان (۱۹۵۰)
6. سیرانو دو برژراک (۱۹۵۰)
7. مرگ فروشنده (فیلم ۱۹۵۱) (۱۹۵۱)
8. شش محکوم من (۱۹۵۲)
9. تک‌تیرانداز (۱۹۵۲)
10. نیمروز (در ایران: ماجرای نیمورز، ۱۹۵۲)
11. اوقات خوش (۱۹۵۲)
12. هشت مرد آهنین (۱۹۵۲)
13. اعضای مراسم عروسی (۱۹۵۲)
14. ژانگوله (۱۹۵۳)
15. وحشی (۱۹۵۳)
16. شورش کین (۱۹۵۴)
17. دعوت از یک تیرانداز (در ایران: دعوت به تیراندازی، ۱۹۶۳)

### در مقام تهیه‌کننده و کارگردان
1. نه مثل یک بیگانه (۱۹۵۵)
2. غرور و شهوت (۱۹۵۷)
3. ستیزه جویان (۱۹۵۸)
4. در ساحل (۱۹۵۹)
5. میراث باد (۱۹۶۰)
6. محاکمه در نورنبرگ (۱۹۶۱)
7. دنیای دیوانه، دیوانه، دیوانه، دیوانه (۱۹۶۳)
8. کشتی احمق‌ها (۱۹۶۳)
9. حدس بزن چه کسی برای شام می‌آید (۱۹۶۷)
10. راز سانتا ویتوریا (۱۹۶۹)
11. دعا برای حیوانات و بچه‌ها (۱۹۷۱)
12. نفت خام اکلاهما (۱۹۷۳)
13. بازی بزرگان (۱۹۷۷)
14. دونده می‌لغزد (۱۹۷۹)
15. آر. پی. ام (۱۹۷۰)
16. مردان فردا (۱۹۷۱)
17. هر لحظه التهاب
18. هنوز هم وقت باقی است بردار

## جوایز و افتخارات
- برنده جایزه گلدن گلوب بهترین کارگردانی (۱۹۶۱)

| سال  | جایزه                                 | فیلم                                  |       |
| ---- | ------------------------------------- | ------------------------------------- | ----- |
| ۱۹۵۲ | بهترین فیلم                           | صلات ظهر                              |       |
| ۱۹۵۴ | بهترین فیلم                           | شورش کین                              |       |
| ۱۹۵۸ | بهترین فیلم                           |                                       |       |
| ۱۹۵۸ | بهترین کارگردانی                      |                                       |       |
| ۱۹۶۱ | بهترین فیلم                           | محاکمه در نورنبرگ                     |       |
| ۱۹۶۱ | بهترین کارگردانی                      | محاکمه در نورنبرگ                     |       |
| ۱۹۶۱ | جایزه اسکار یادبود ایروینگ جی. تالبرگ | جایزه اسکار یادبود ایروینگ جی. تالبرگ | برنده |
| ۱۹۶۵ | بهترین فیلم                           | کشتی احمق‌ها                           |       |
| ۱۹۶۷ | بهترین فیلم                           | حدس بزن چه کسی برای شام می‌آید         |       |
| ۱۹۶۷ | بهترین کارگردانی                      | حدس بزن چه کسی برای شام می‌آید         |       |